# Luis Barros Borgoño
Luis Barros Borgoño (Santiago del Cile, 28 marzo 1858 – Santiago del Cile, 26 luglio 1943) è stato un avvocato e politico cileno conservatore.
Fu provvisoriamente presidente del Cile dal 1º ottobre al 23 dicembre 1925.
Laureatosi in Giurisprudenza nel 1880, fu relatore della Corte Suprema (1884), ministro della Guerra e della Marina per tre volte (1889, 1892 e 1895), delle Relazioni Estere, Culto e Colonizzazione per due (1894 e 1918) e delle Finanze (1901).
Candidato dell'Unión Nacional alle elezioni presidenziali del 1920, fu sconfitto dal liberale Arturo Alessandri Palma con un margine di voti così ristretto da richiedere l'intervento di un Tribunale d'Onore (in effetti Barros aveva ottenuto più voti, ma Alessandri aveva più elettori di secondo grado). Dopo le dimissioni del presidente Alessandri (1º ottobre 1925), assunse i poteri presidenziali fino all'insediamento del nuovo presidente eletto, Emiliano Figueroa, avvenuto il 23 dicembre.